# Saspow
Saspow, niedersorbisch Zaspy, ist ein Ortsteil der Stadt Cottbus in Brandenburg. Der Ort wurde bereits am 1. Juli 1950 eingemeindet und gehört zum amtlichen Siedlungsgebiet der Sorben/Wenden.

## Lage
Saspow liegt in der Niederlausitz, rund dreieinhalb Kilometer nordöstlich des Cottbuser Stadtzentrums. Zum Ortsteil gehört der Wohnplatz Ausbau Saspow. Sandow grenzt im Norden an Skadow, im Nordosten an Willmersdorf, im Osten an Merzdorf, im Süden an Sandow und im Westen an Schmellwitz. Die Spree bildet die östliche Grenze zum Ortsteil Willmersdorf.
Saspow liegt etwa zwei Kilometer westlich der Bundesstraße 168 und zwei Kilometer nördlich des Stadtrings.

## Geschichte
Saspow wurde am 19. Juli 1455 als Saspe erstmals urkundlich erwähnt. Der Ortsname geht auf das niedersorbische „zasypaś“ zurück und bedeutet „verschütten“ bzw. „zuschütten“. Im Jahr 1518 lautete die Schreibweise des Ortsnamens „Sasbowh“. Saspow wurde als Gassendorf angelegt.

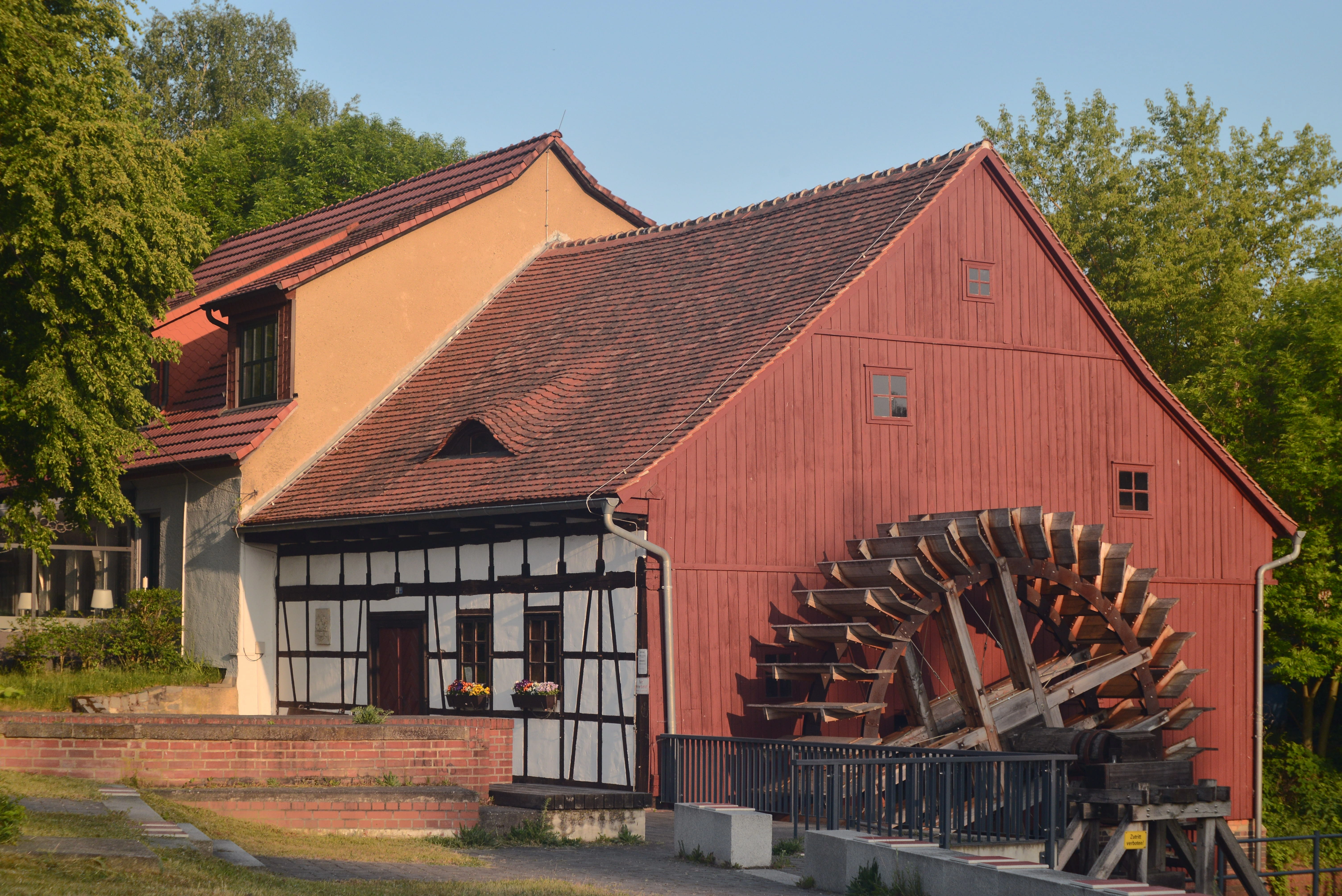
Die 1797 errichtete Spreewehrmühle

Das Dorf gehörte zur Herrschaft Cottbus in der Mark Brandenburg und lag dort im Amt Cottbus. Im Jahr 1635 bestand die Gemarkung aus 14 Bauernhufen und 20 Gärtnerhufen, von denen insgesamt achteinhalb wüst lagen. Ab 1701 lag Saspow als Teil der Herrschaft Cottbus im Königreich Preußen. 1768 und 1774 kam im Ort zu größeren Dorfbränden. Den ersten der beiden Brände verarbeitete der damals für Saspow zuständige Pfarrer Gotthelf Christlieb Fritze in einem zwanzigstrophigen Gedicht. Im Jahr 1797 wurde südlich des Dorfes an der Spree die Spreewehrmühle als Öl- und Gräupchenmühle gebaut. Zwischen 1807 und 1815 gehörte Saspow kurzzeitig zum Königreich Sachsen, bevor er nach der auf dem Wiener Kongress beschlossenen Teilung Sachsens wieder preußisch wurde. Bei der Gebietsreform im Jahr 1816 wurde Saspow dem Kreis Cottbus in der Provinz Brandenburg zugeordnet. Im Jahr 1818 hatte der Ort 184 Einwohner, im folgenden Jahr waren es 19 Bauern, zwölf Kossäten, vier Kleinbüdner und ein Häusler.

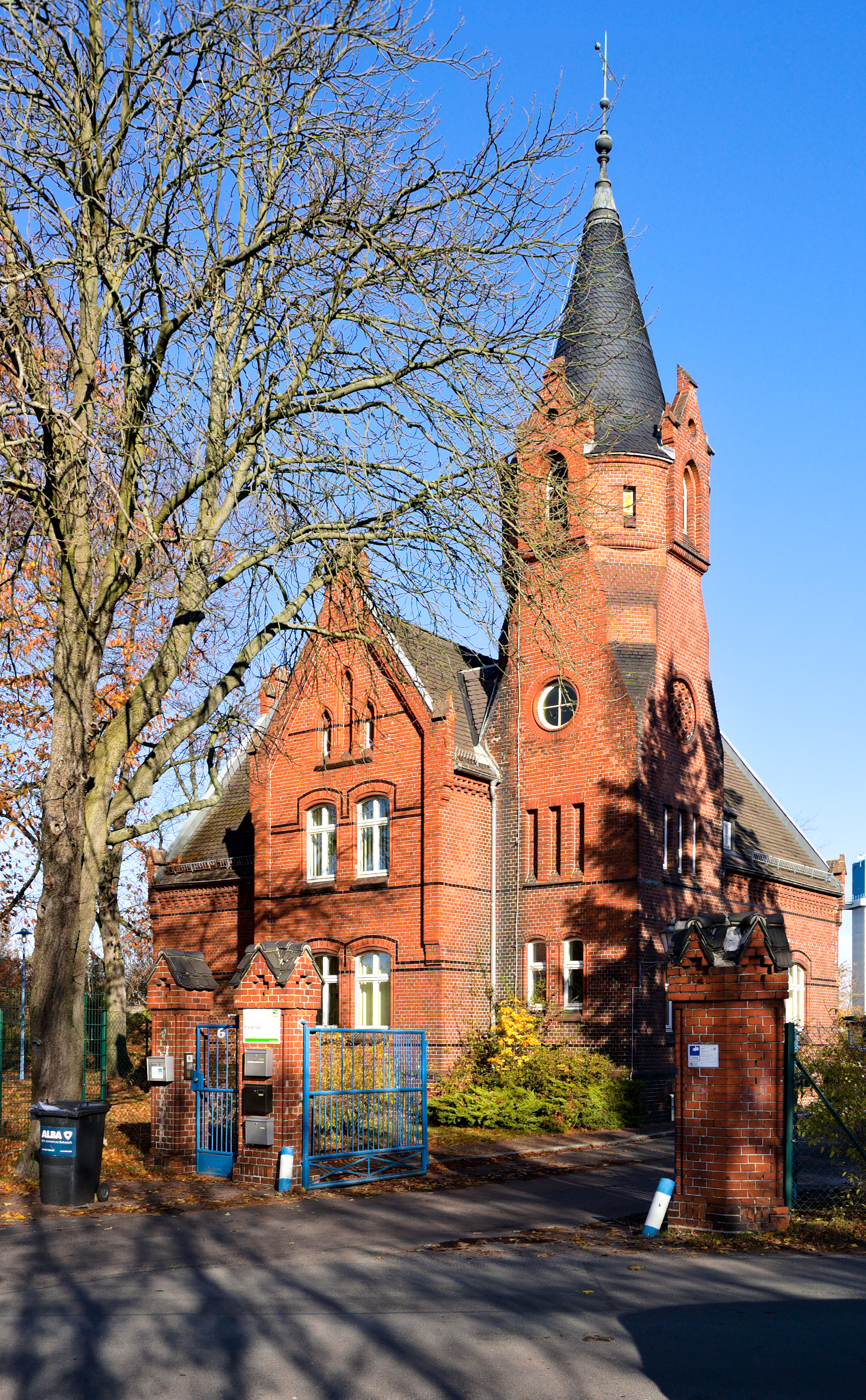
Das 1898/99 errichtete Verwaltungsgebäude und Wasserturm am Klärwerk in Saspow

Bis 1846 stieg die Einwohnerzahl in Saspow auf 290. Bei der Volkszählung am 1. Dezember 1871 hatte die Landgemeinde Saspow 59 Haushalte mit 294 Einwohnern; davon waren 153 Männer und 141 Frauen, 64 Einwohner waren Kinder unter zehn Jahren. Alle Einwohner waren evangelisch-lutherischer Konfession und besuchten für Gottesdienste die Klosterkirche in Cottbus. Als die Stadt Cottbus im Jahr 1897 an das Kanalnetz angeschlossen wurde, erfolgte im äußersten Süden des Gemeindegebiets von Saspow der Bau einer Kläranlage mit einem Klär- und Wasserturm. Sie wurde nach zwei Jahren fertig gestellt und eingeweiht. Durch die Lage in unmittelbarer Nähe zur Stadt Cottbus, die sich im Zuge der Industrialisierung zu einem wichtigen Standort in der Tuchproduktion entwickelte, stieg auch die Einwohnerzahl in Saspow an. Im Jahr 1900 hatte die Landgemeinde 496 Einwohner, 1925 waren es bereits 615 Einwohner.
Nach dem Ende des Zweiten Weltkrieges kam Saspow zur Sowjetischen Besatzungszone, aus der am 7. Oktober 1949 die DDR gegründet wurde. Am 1. Juli 1950 wurde Saspow nach Cottbus eingemeindet. Die Spreewehrmühle stellte 1959 nach 162 Jahren den Betrieb ein. Zur DDR-Zeit bestand in Saspow die Landwirtschaftliche Produktionsgenossenschaft „Nordstern“. Nach der Wiedervereinigung kam Saspow als Ortsteil von Cottbus zum Land Brandenburg.

## Einwohnerentwicklung
| Einwohnerentwicklung in Saspow von 1875 bis 1946 | Einwohnerentwicklung in Saspow von 1875 bis 1946 | Einwohnerentwicklung in Saspow von 1875 bis 1946 | Einwohnerentwicklung in Saspow von 1875 bis 1946 | Einwohnerentwicklung in Saspow von 1875 bis 1946 | Einwohnerentwicklung in Saspow von 1875 bis 1946 |
| Jahr                                             | Einwohner                                        | Jahr                                             | Einwohner                                        | Jahr                                             | Einwohner                                        |
| ------------------------------------------------ | ------------------------------------------------ | ------------------------------------------------ | ------------------------------------------------ | ------------------------------------------------ | ------------------------------------------------ |
| 1875                                             | 303                                              | 1925                                             | 606                                              | 1946                                             | 674                                              |
| 1890                                             | 406                                              | 1933                                             | 686                                              |                                                  |                                                  |
| 1910                                             | 634                                              | 1939                                             | 697                                              |                                                  |                                                  |

Saspow war bis ins 20. Jahrhundert hinein ein rein sorbischsprachiges Dorf. Der Volkskundler Arnošt Muka ermittelte für seine Statistik über die Sorben in der Lausitz im Jahr 1884 eine Einwohnerzahl von 364, davon waren alle Sorben. Bedingt unter anderem durch die Industrialisierung und die Einführung von deutschsprachigem Schulunterricht ging der Anteil der sorbischsprachigen Bevölkerung in der Region ab dem 20. Jahrhundert zurück. Für 1956 wurde aufgrund der zwischenzeitlich erfolgten Eingemeindung nach Cottbus kein sorbischsprachiger Bevölkerungsanteil mehr erfasst.

## Sehenswürdigkeiten

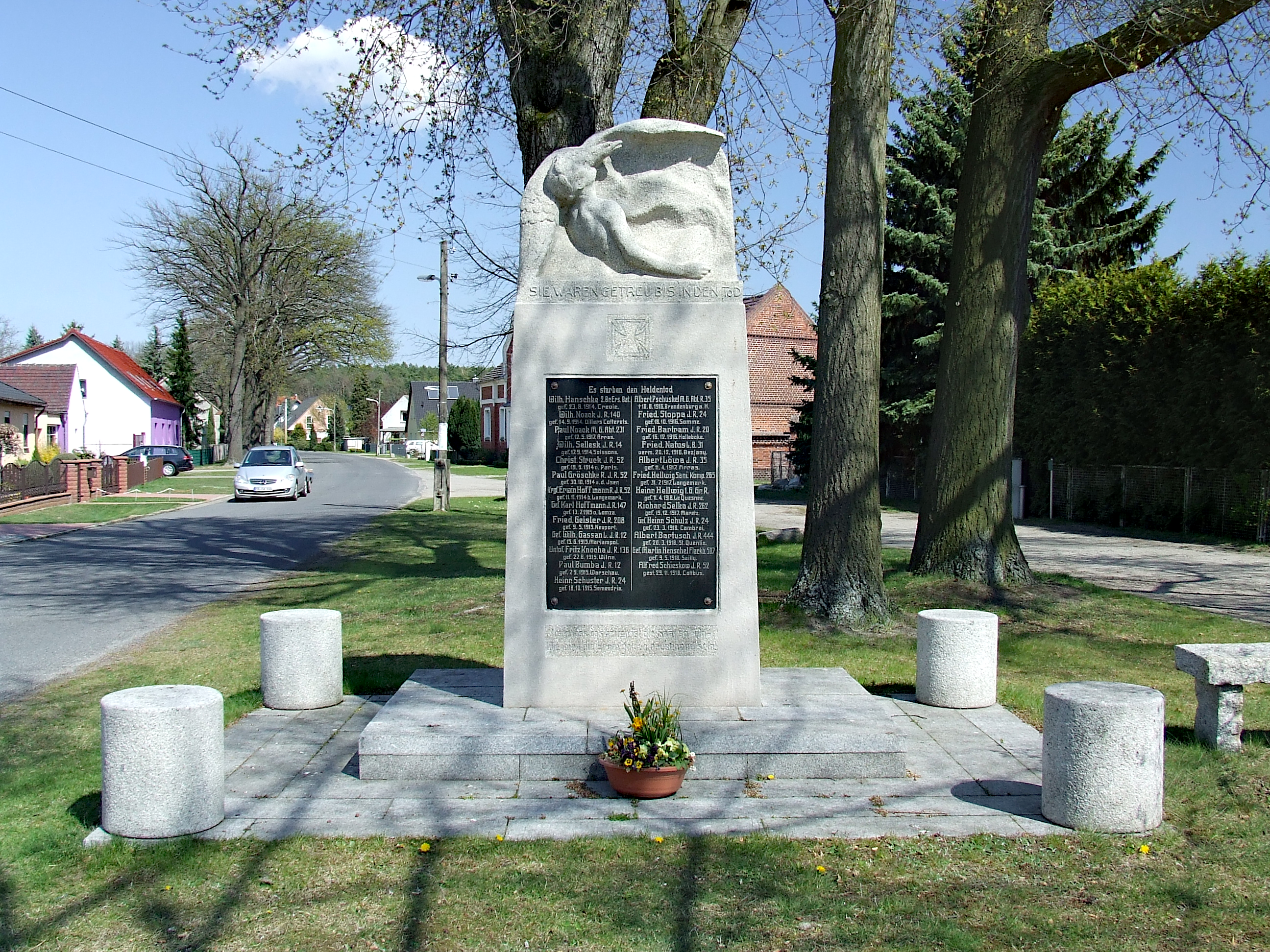
Kriegerdenkmal

Die Spreewehrmühle und die ehemalige Villa des Tuchfabrikanten Michelsohn in der Gerhart-Hauptmann-Straße 8 sind als Baudenkmale in der Denkmalliste des Landes Brandenburg eingetragen. Die Spreewehrmühle wird seit 1998 als Gastwirtschaft und seit 2007 auch als Museum genutzt, im Mai 2020 erhielt sie ein neues Wasserrad. Auf dem Anger im Norden von Saspow steht ein Denkmal für die im Ersten Weltkrieg gefallenen Einwohner der Gemeinde. Zum Friedhof des Ortes gehören eine Kriegsgräberstätte und das Feuerwehrdenkmal.

## Kultur, Vereine und Einrichtungen

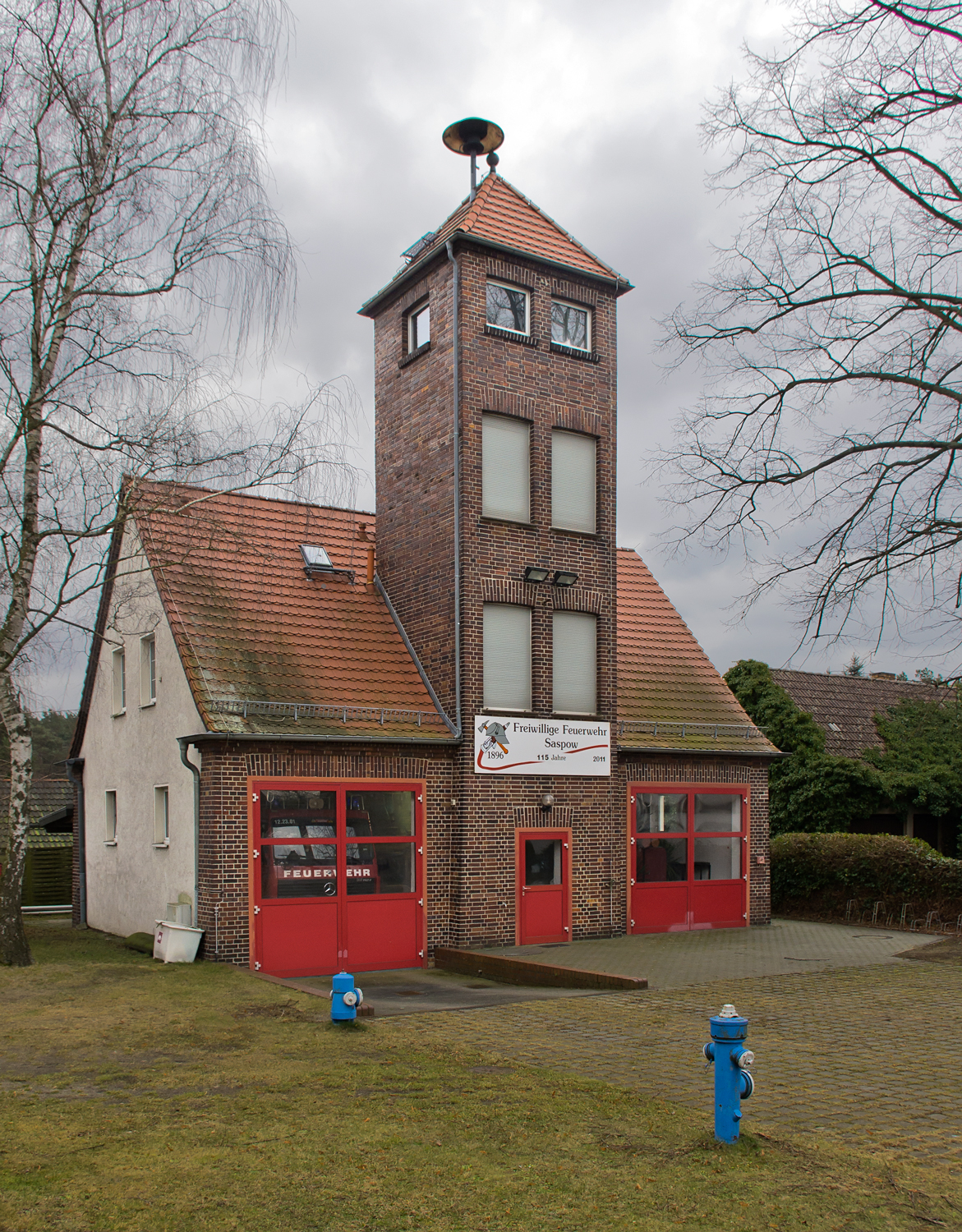
Feuerwehrhaus in Saspow

In Saspow gibt es einen Trachten- und Heimatverein, der sich mit der Ortsgeschichte und dem Erhalt des sorbischen Brauchtums beschäftigt. Zu den regelmäßigen Veranstaltungen im Ort zählen das Zampern, die sorbische Fastnacht (Zapust) und das wendische Erntefest. Örtlicher Sportverein ist der SV Motor Saspow. Die Freiwillige Feuerwehr in Saspow wurde 1896 gegründet und gehört heute zum Löschzug Nord der Feuerwehr Cottbus.

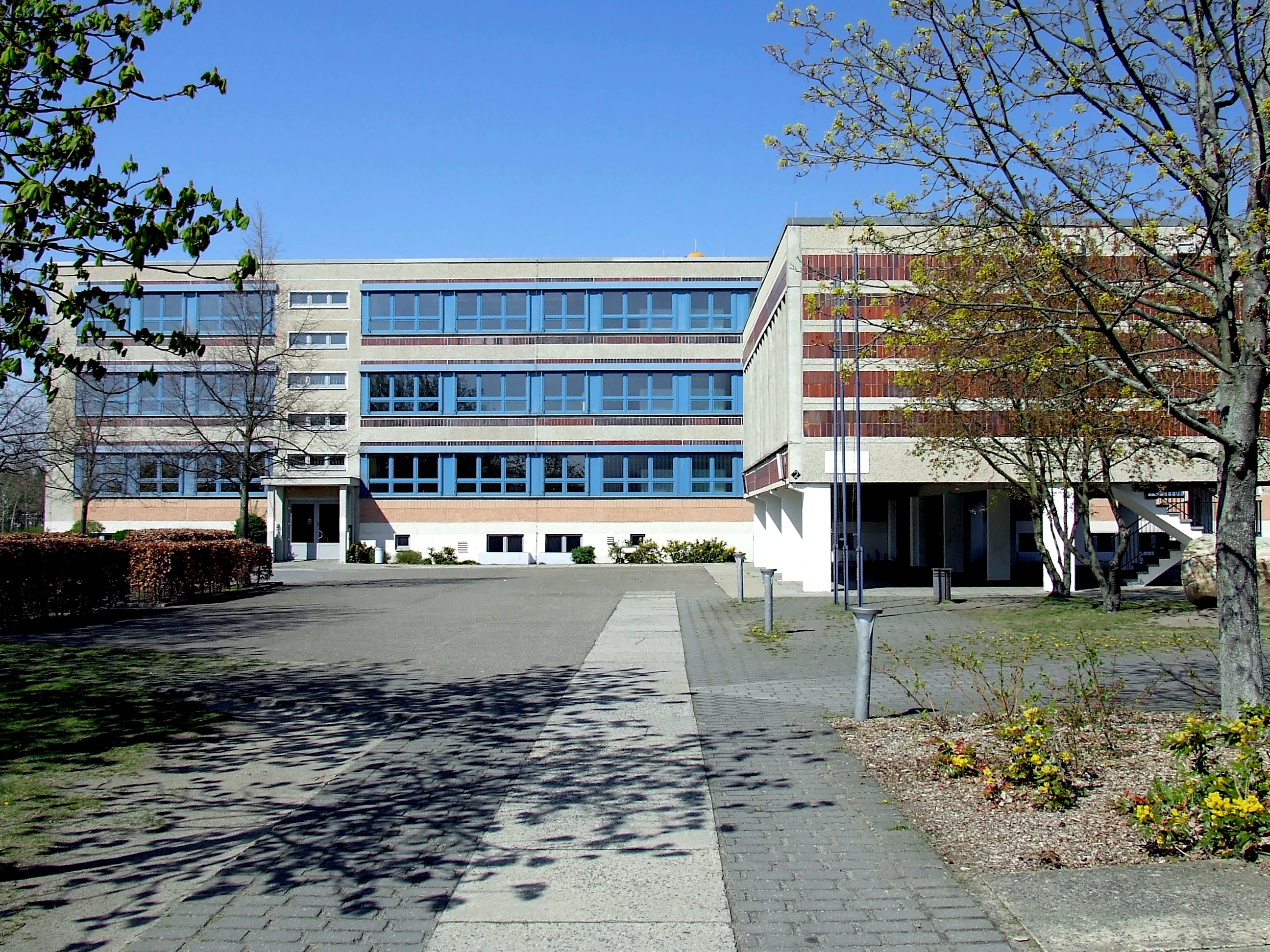
Humboldt-Gymnasium

Das Humboldt-Gymnasium befindet sich im westlichen Teil der Gemarkung von Saspow. Das Gebäude wurde 1989 als Schule für den neu errichteten Stadtteil Neu-Schmellwitz gebaut, den heutigen Namen trägt die Schule seit 1996. Im Schuljahr 2022/23 besuchten 431 Schüler das Gymnasium.

## Ortsbeirat
In Saspow wird alle fünf Jahre ein aus drei Personen bestehender Ortsbeirat gewählt. Ortsvorsteher für die Wahlperiode 2024 bis 2029 ist Armin Thiel (Einzelbewerber), sein Stellvertreter ist Christian Fünfgeld (SPD). Da der bei der Wahl erzielte Stimmenanteil Thiels zwei Sitzen entsprach, ist der dritte Sitz im Ortsbeirat nicht besetzt.

## Partnergemeinden
- Die Freiwilligen Feuerwehren von Saspow und Inzell (Oberbayern) unterhalten freundschaftliche Kontakte zueinander.

## Persönlichkeiten
- Christian Schwela (Kito Šwjela, 1836–1922), niedersorbischer Lehrer, Publizist und Schriftsteller